# National Invitation Tournament 2025
Il National Invitation Tournament 2025 è stata la 87ª edizione del torneo. Si è disputato dal 18 marzo al 3 aprile 2025. La final four è stata giocata all'Hinkle Fieldhouse di Indianapolis. Ha vinto il titolo la University of Tennessee at Chattanooga, allenata da Dan Earl. Miglior giocatore del torneo è stato eletto Trey Bonham.

## Risultati

### Final Four
|  | Semifinali          | Semifinali          | Semifinali          |                     |          | Finale   | Finale | Finale |  |
|  |                     |                     |                     |                     |          |          |        |        |  |
|  | UNT Mean Green      | UNT Mean Green      | 67                  |                     |          |          |        |        |  |
|  | UNT Mean Green      | UNT Mean Green      | 67                  |                     |          |          |        |        |  |
|  | UC Irvine Anteaters | UC Irvine Anteaters | 69                  |                     |          |          |        |        |  |
|  | UC Irvine Anteaters | UC Irvine Anteaters | 69                  |                     | UTC Mocs | UTC Mocs | 85     |        |  |
|  |                     |                     |                     |                     | UTC Mocs | UTC Mocs | 85     |        |  |
|  |                     |                     | UC Irvine Anteaters | UC Irvine Anteaters | 84       |          |        |        |  |
|  | UTC Mocs            | UTC Mocs            | UC Irvine Anteaters | UC Irvine Anteaters | 84       | 80       |        |        |  |
|  | UTC Mocs            | UTC Mocs            |                     |                     |          |          |        |        |  |
|  | Loyola Ramblers     | Loyola Ramblers     | 73                  |                     |          |          |        |        |  |